# Homem-Coruja
Coruja (DC Comics), Homem-Coruja ou Owlman (em inglês), é um personagem fictício que aparece nas histórias em quadrinhos publicadas pela DC Comics. Ele é um supervilão criado como uma contraparte maléfica do Batman, e é membro da organização criminosa, o Sindicato do Crime da Amérika, versão maligna da Liga da Justiça. Owlman apareceu primeiro em Liga Justiça da América #29 em 1964. Ele foi criado como uma versão do mal do Batman porque corujas são conhecidas por serem as predadoras de morcegos.
Não deve ser confundido com o personagem Nite Owl (conhecido como "Coruja" na versão em português) da graphic novel Watchmen, são dois personagens completamente diferentes.

## LJA: Terra 2
Homem-Coruja foi revivido (junto com seus colegas de equipe na graphic novel LJA: Terra 2) na década de 90 para a continuidade da DC moderna. Na história, foi declarado que o Owlman moderno e sua equipe vieram da Terra do universo de antimatéria que conteve a maioria dos elementos de Pré-Crise da Terra 3. Como estabelecido em LJA: Terra 2, a divergência do Homem-Coruja e do Batman começou na infância deles. Na maioria dos universos da DC, a gênese de Batman aconteceu quando Bruce Wayne foi testemunha do assassinato de seus pais, Thomas Wayne e Martha Wayne, quando ainda era uma criança e após essa tragédia se tornou inspirado em dedicar sua vida a combater o crime. Porém, no universo de antimatéria Bruce teve um irmão chamado Thomas Wayne Jr. Bruce foi morto junto com sua mãe por um policial corrupto quando Thomas Wayne Jr. se recusou em acompanhá-lo a interrogatório. Thomas Wayne Jr. havia escapado da cena do crime com o linha-dura Joe Chill que ele considerou um herói e cresceu se tornando o Coruja (no caso de Bruce ele foi praticamente criado pelo mordomo da família, Alfred). Equipando com um cinto de utilidades que contém tecnologia e armas semelhantes aos usados por Batman e também por possuir uma grande inteligência (dedicada ao crime ao invés de servir a lei), Coruja se tornou um mestre criminoso e aliado do Chefe Gordon (a versão da Terra de antimatéria de James Gordon). Depois ele descobriu que seu pai Thomas Wayne ainda estava vivo e tinha se tornado o chefe de polícia na versão do mundo deles de Gotham City, juntando uma estrutura de policial que não cedia ante a corrupção excessiva que infestou a versão deles da Terra. Homem-Coruja culpa o pai pelas mortes da mãe e do irmão e é dedicado fortemente a se vingar de seu pai. Para todos os efeitos, Coruja é a versão maléfica do Batman, sendo a representação do tipo de pessoa que Bruce poderia ter se tornado caso seus familiares tivessem sido mortos por um policial corrupto, ao invés de um criminoso comum, e também se após isso tivesse tido a má influência de um criminoso ao invés da criação de seu mordomo Alfred Pennyworth  (que já foi um membro da Scotland Yard).
Em algumas das aparições do Pré-Crise da Terra 3, Coruja teve também a habilidade para controlar as mentes de outras pessoas brevemente, entretanto nunca foi revelado como ele adquiriu esta habilidade. Em LJA: Terra 2, Alexander Luthor, a versão heróica de Lex Luthor da Terra 3, faz uma referência ao córtex cerebral do Homem-Coruja, embora esta versão do Homem-Coruja não demonstra poder sobre-humano. Presumivelmente, Homem-Coruja usa algum tipo de droga somente para aumentar a sua capacidade mental.

## Os Novos 52
Neste novo universo, que reiniciou todo o Universo DC, Owlman é, assim como todos os outros personagens e grupos da editora, reformulado. Aqui, Owlman foi o responsável pela morte de seus pais e de seu irmão mais novo Bruce. Ao perceber que tanto ele quanto Bruce ficariam pobres devido aos gastos excessivos de sua mãe, e notando que seu pai jamais iria se firmar contra isso, Thomas Wayne Jr. arquiteta um plano junto a Bruce e o Alfred Pennyworth deste mundo. Em última análise, Bruce se arrepende e acaba morto por Thomas. Curioso ao ver uma coruja perto do local do crime, Thomas se inspira nela para cometer seus crimes sob um pseudônimo, assim criando o Coruja.

## Versões Alternativas
Em 52: Semana 52, uma versão alternada de Terra 3 foi mostrada como uma parte do Multiverso novo. Na representação era caráter que são alterados versões da Liga da Justiça de América original, inclusive Batman.

## Em Outras Mídias
Coruja, assim como o resto do Sindicato do Crime, é apresentado na animação de 2010 Liga da Justiça: Crise em Duas Terras, sendo dublado por James Woods. Nesta animação, ele é representado mais como um chefe da máfia, sendo o responsável pela Afiliação Coruja, e tendo uma tendência niilista. 

## Links
- Galeria de imagens